# Hòa (họ)
Hòa (chữ Hán: 和, Bính âm: Hé, Hè, Huó, Huò) là một họ của người Trung Quốc, họ này đứng thứ 97 trong danh sách Bách gia tính.

## Người Trung Quốc họ Hòa nổi tiếng
- Nhân vật không rõ tên họ Hòa người nước Triệu thời Chiến Quốc, người đã tìm ra viên Ngọc bích họ Hòa, quốc bảo của nước Triệu, sau này được dùng để khắc ấn của Tần Thủy Hoàng.
- Hòa Triệu Nguyên, võ sư thời nhà Thanh